# Distretto di An Phu
Il distretto di An Phu (vietnamita: An Phú) è un distretto vietnamita (huyện) della provincia di An Giang nella regione del Delta del Mekong.
Ha una popolazione di 178 613 abitanti (stima del 2003), e occupa una superficie di 209 km². Il capoluogo è An Phú.